# Marvin Schuster
Marvin Schuster (* 19. April 2003 in Wien) ist ein österreichischer Fußballspieler.

## Karriere

### Verein
Schuster begann seine Karriere beim SKV Altenmarkt. Zur Saison 2010/11 wechselte er in die Jugend des FC Admira Wacker Mödling. Zur Saison 2017/18 kam er in die Akademie des FC Red Bull Salzburg. Zur Saison 2019/20 wechselte er allerdings in die Akademie des SK Rapid Wien. Zur Saison 2021/22 wechselte er nach Deutschland zur U-19 des VfB Stuttgart, mit der er den DFB-Pokal der Junioren 2021/22 gewann.
Im September 2021 debütierte Schuster dann auch für die Stuttgarter Zweitmannschaft in der Regionalliga. In der Saison 2021/22 kam er zu drei Einsätzen in der vierthöchsten Spielklasse. Zur Saison 2022/23 rückte er fest in den Kader von Stuttgart II. In der Saison 2022/23 kam der Verteidiger zu 14 Regionalligaeinsätzen.
Zur Saison 2023/24 kehrte Schuster nach Österreich zurück und wechselte zum Zweitligisten First Vienna FC, bei dem er einen bis 2026 laufenden Vertrag erhielt. Sein Debüt in der 2. Liga gab er im August 2023, als er am zweiten Spieltag jener Saison gegen den SK Sturm Graz II in der 87. Minute für Noah Steiner eingewechselt wurde. Dies sollte sein einziger Zweitligaeinsatz für die Vienna bleiben.
Zur Saison 2024/25 wurde Schuster an den Regionalligisten Wiener Sport-Club verliehen.

### Nationalmannschaft
Schuster spielte im Oktober 2017 erstmals für eine österreichische Jugendnationalauswahl. Im September 2019 spielte er zweimal gegen die Schweiz für das U-17-Team.

## Persönliches
Sein Bruder Lion (* 2000) ist ebenfalls Fußballspieler.